# تماثل الألائل

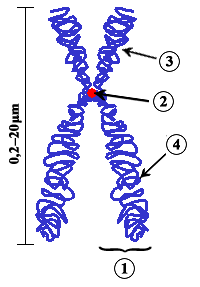

تماثل الألائل أو زيجوت متماثل تقال عن مورثة ما عند فرد معين ممثلة بأليلين (أشكال مختلفة من المورثة) متطابقين.
بالقياس، نتكلم عن فرد متماثل الألائل بالنسبة لهذه المورثة.
متماثل الألائل هو مضاد لمتغاير الألائل